# Accra

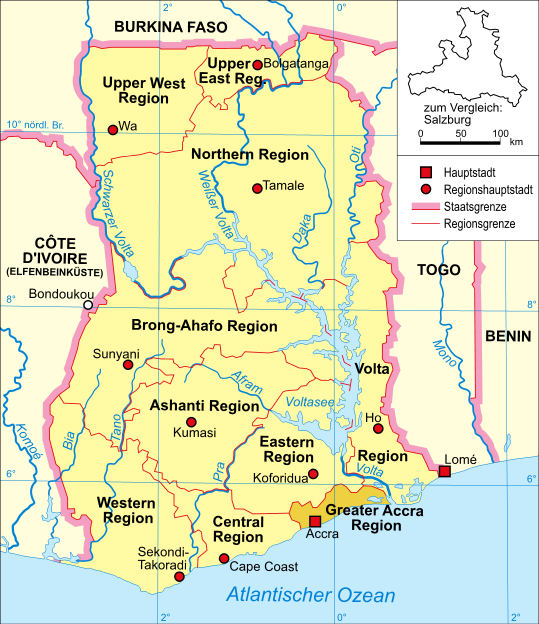
Harta Ghanei cu zona metropolitană a Accrei

Accra () este capitala republicii Ghana, port la Golful Guineii. Populația orașului, care se găsește la 05°30' latitudine nordică și la 00°10' longitudine vestică, a crescut spectaculos de la 388.000 locuitori în 1960 la 1.970.400 în 2005.
Accra este în același timp atât cel mai mare oraș al țării, dar și cel mai important centru administrativ, economic și de comunicații al Ghanei. Centru de prelucrare a producției agricole și alimentare, lemn și produse din lemn, textile, îmbrăcăminte, produse miniere și centru pescăresc. Prin portul Accra se exportă cacao, nuci de cocos, aur, diamante, mangan etc.

## Istoric
Când portughezii s-au stabilit pe coastă pentru prima dată, în 1482, locul era ocupat de tribul ga. Între 1650-1680 s-au construit trei puncte comerciale fortificate de către englezi, danezi și olandezi. Danezii și olandezii au părăsit regiunea în 1850, respectiv 1872, iar în 1877 Accra a devenit capitala coloniei britanice Coasta de Aur. Orașul a devenit centrul administrativ, economic și educațional al Ghanei după ce țara și-a câștigat independența, în 1957. La Accra a avut loc, în aprilie 1960, Conferința pentru pacea și securitatea Africii, la care au participat reprezentanți ai guvernelor țărilor independente din Africa și ai organizațiilor de masă din întregul continent african. 

## Patrimoniu mondial UNESCO
Fortificațiile și vechile clădiri ale perioadei coloniale din zona Accra au fost înscrise în anul 1979 pe lista patrimoniului mondial UNESCO.

## Personalități născute aici
- Joseph Arthur Ankrah⁠(d) (1915 - 1992), general, fost președinte al țării;
- Eddie Blay (1937 - 2006), boxer;
- Peter Mensah (n. 1959), actor britanic;
- Marcel Desailly (n. 1968), fotbalist;
- Ibrahim Dossey (1972 - 2008), fotbalist care a activat în România;
- Richard Kingson⁠(d) (n. 1978), fotbalist;
- Michael Essien (n. 1982), fotbalist;
- Kwadwo Asamoah (n. 1988), fotbalist;
- Osman Bukari⁠(d) (n. 1998), fotbalist;
- Mohammed Salisu (n. 1999), fotbalist;
- Mohammed Kudus (n. 2000), fotbalist.